# Корино, Луиджи
Луиджи Корино (итал. Luigi Corino; родился 26 апреля 1966 года, Беневенто) — итальянский футболист, выступающий на позиции защитника, в настоящее время — тренер.

## Клубная карьера
Корни начал свою карьеру в 1983 году в серии C1 с «Беневенто». Он дебютировал в Серии А в сезоне 1991/92 в «Лацио», в котором он сыграл три сезона, сыграв в общей сложности 42 матча в высшем дивизионе. После ещё одного матча в Серии А уже в составе «Брешии», он переехал в «Козенце», выступающей в серию B. Отыграв ещё 158 матчей с таких клубах как «Дженоа», «Катандзаро», «Триестина», «Козенца», «Анкона» и «Мессина», клубом, в которым он закончил карьеру футболиста в 2002 году, сыграв последние два матча в своем последнем сезоне.

## Тренер
В течение длительного времени являлся заместителем Даниэле Арригони, который был тренером «Палермо» в первой части сезона 2002/03 в Серии B. Впоследствии, после опыта с молодежной «Фрозиноне», тренирует «Матера» и «Помильяно» в Серии D. В сезоне 2011/12 он стал техническим директором Арригони в «Чезене». С октября 2014 года Корино тренирует «Баттипальезе», работу с которой он закончил в феврале 2015 года. В том же году он становится вице-тренером представителей Лиги Про.